# Meringodixa chalonensis
Meringodixa chalonensis är en tvåvingeart som beskrevs av Nowell 1951. Meringodixa chalonensis ingår i släktet Meringodixa och familjen u-myggor.
Artens utbredningsområde är Kalifornien. Inga underarter finns listade i Catalogue of Life.